# Корона (Південна Дакота)
Корона (англ. Corona) — місто (англ. town) в США, в окрузі Робертс штату Південна Дакота. Населення — 69 осіб (2020).

## Географія
Корона розташована за координатами 45°20′7″ пн. ш. 96°45′52″ зх. д. / 45.33528° пн. ш. 96.76444° зх. д. (45.335225, -96.764581).  За даними Бюро перепису населення США в 2010 році місто мало площу 0,66 км², уся площа — суходіл.

## Демографія
Згідно з переписом 2010 року, у місті мешкало 109 осіб у 50 домогосподарствах у складі 30 родин. Густота населення становила 166 осіб/км².  Було 61 помешкання (93/км²).
Расовий склад населення:
| - 98,2 % — білих - 1,8 % — осіб інших рас |

До двох чи більше рас належало 0,0 %. Частка іспаномовних становила 2,8 % від усіх жителів.
За віковим діапазоном населення розподілялося таким чином: 22,9 % — особи молодші 18 років, 57,8 % — особи у віці 18—64 років, 19,3 % — особи у віці 65 років та старші. Медіана віку мешканця становила 46,3 року. На 100 осіб жіночої статі у місті припадало 101,9 чоловіків;  на 100 жінок у віці від 18 років та старших — 110,0 чоловіків також старших 18 років.
Середній дохід на одне домашнє господарство  становив 60 149 доларів США (медіана — 57 031), а середній дохід на одну сім'ю — 72 528 доларів (медіана — 77 625). Медіана доходів становила 51 538 доларів для чоловіків та 25 865 доларів для жінок. За межею бідності перебувало 8,8 % осіб, у тому числі 18,2 % дітей у віці до 18 років та 28,6 % осіб у віці 65 років та старших.
Цивільне працевлаштоване населення становило 75 осіб. Основні галузі зайнятості: роздрібна торгівля — 25,3 %, освіта, охорона здоров'я та соціальна допомога — 24,0 %, будівництво — 17,3 %, оптова торгівля — 16,0 %.